# امیل هالوب
امیل هالوب (Emil Holub) (زادهٔ ۷ اکتبر ۱۸۴۷ – درگذشتهٔ ۲۱ فوریه ۱۹۰۲)، پزشک، اکتشاف‌گر، نقشه‌بردار و قوم‌شناس اهل جمهوری چک بود که در آفریقا زندگی می‌کرد.

## اوایل زندگی
هالوب در هولیتسه واقع در بوهم شرقی (که در آن زمان بخشی از امپراتوری اتریش بود و امروزه با نام جمهوری چک شناخته می‌شود) در خانوادهٔ یک پزشک شهرداری متولد شد. او پس از تحصیل در مدرسه‌ای آلمانی‌زبان در ژاتتس (ساز)، در دانشگاه پراگ پذیرفته شده و در سال ۱۸۷۲ مدرک پزشکی خود را دریافت کرد.

## سفرهای اکتشافی در آفریقا
هالوب که تحت تاثیرخاطرات دیوید لیوینگستون علاقه‌مند شده بود تا آفریقا را ببیند، مدت کوتاهی پس از فارغ‌التحصیلی به کیپ‌تاون در آفریقای جنوبی سفر کرد و در نهایت دردیتواتسپن، در نزدیکی کیمبرلی ساکن شد تا به کار طبابت بپردازد. پس از هشت ماه، هالوب همراه گروهی از شکارچیان محلی عازم سفر اکشتافی-سیاحتی دوماهه‌ای شد و جمع‌آوری مجموعه بزرگی از تاریخ طبیعی را آغار کرد.
هالوب در سال ۱۸۷۳ دومین سفر اکتشافی خود را آغاز کرد و تمزکر خود را بر جمع‌آوری موارد مرتبط قوم‌شناختی گذاشت. در سومین سفرش هم در سال ۱۸۷۵، مسیری پرمخاطره را به رودخانه زامبزی طی کرد و اولین نقشهٔ کامل منطقه که آبشار ویکتوریا را احاطه می‌کرد تهیه نمود. هالوب همچنین در سال اولین کتاب، به زبان انگلیسی را دربارهٔ آبشار ویکتوریا نوشت که در سال ۱۸۷۹ در گراهامزتاون به چاپ رسید.
هالوب پس از چند سال بعد از بازگشت به پراگ، برنامه‌ای را برای سفری جسورانه به آفریقا طرح‌ریزی کرد. در سال ۱۸۸۳، او به همراه همسر جدیدش روزا (زادهٔ ۱۸۶۵ – درگذشتهٔ ۱۹۵۸) و شش نفر راهنمای اهل اروپا، مسیری را آغاز کردند که هیچ‌کس تا آن زمان نپیموده بود؛ این کاوش طول مسیر آفریقا را دربر می‌گرفت، از کیپ‌تاون تا مصر بود. البته این سفر به دلیل مشکلاتی ازقبیل بیماری و عدم همکاری اعضای قبیله ایلا ناتمام ماند و هالوب و همکارانش مجبور شدند در سال ۱۸۸۶ بازگردند.
هالوب در سال ۱۸۹۱ در وین و در سال ۱۸۹۲ در پراگ دو سفر اکتشافی دیگر را تدارک دید و بسیار برای آن برنامه‌ریزی کرد که البته با ضرر مالی همراه بود. او که از پیدا کردن مکانی دائمی برای نگهداری مجموعه بزرگش که شامل اشیاء تاریخی می‌شد، دلسرد و ناامید شده بود، به‌مرور بخشی از آن را فروخت و بخشی را هم به موزه‌ها، مؤسسات علمی و مدارس اهدا نمود.
هالوب بعدها مجموعه اسنادی را منتشر کرد که از آنها در بساری از مقالات، نشریات و سخنرانی‌ها استفاده شده‌است. او به دلیل عوارض طولانی مدت، مالاریا و بیماری‌های دیگر که در آفریقا به آنها مبتلا شده بود، خیلی زود در ۲۱ فوریه ۱۹۰۲ در وین درگذشت.

## یادبودهای گرامی‌داشت نام هالوب
- در سال ۱۸۸۴، دنیل الیور، در کتاب Icones Plantarum، جلد ۱۵، جدول ۱۴۷۵، گیاه هالوببیا ساکاتا، یک سرده تک مونه از گیاهان گلدار و متعلق به خانواده کنجدیان را به نام هالوب نام‌گذاری کرده‌است.[۱]
- در سال ۱۹۴۹، در هولیتسه، شهر تولد هالوب، بنای یادبودی توسط جیندریش یوکاپ پرده‌برداری شد.
- در سال ۱۹۵۲، در جمهوری چک، فیلمی به نام ماجراجویی‌های بزرگ دربارهٔ سفرهای هالوب ساخته شد.[۲]
- در سال ۱۹۷۰، در شهر هولیتسه موزه‌ای افتتاح شد که به امیل هالوب تقدیم گردید. این موزه در نزدیکی اداره پُست مرکزی واقع شده و بنای یادبودی هم مرتبط با آن و در نزدیکی‌اش قرار دارد. از سال ۱۹۹۹ هم ورزشگاه این شهر به نام هالوب شناخته می‌شود.[۳]
- در فوریه سال ۲۰۰۲، بانک ملی جمهوری چک، یک سکه نقره ۲۰۰ کرونایی به مناسبت صدمین سال‌مرگ دکتر امیل هالوب ضرب کرد.
- در سال‌های ۲۰۰۲ تا ۲۰۰۶ سفارت جمهوری چک در هراره، رویدادهای مختلفی را برای یادبود امیل هالوب برگزار کرد.[۴]
- در سال ۲۰۰۵ یک نظرسنجی برگزار شد و نام هالوب در ردیف ۹۰ از فهرست ۱۰۰ فرد نامدار جمهوری چک قرار گرفت.
- در سپتامبر سال ۲۰۰۵، دقیقاً ۱۳۰سال پس از اولین بازدید هالوب از آبشار ویکتوریا، تندیسی برای هالوب توسط مجسمه‌ساز زیمبابوه‌ی، لاست ماهواهوا، ساخته و توسط یاروسلاو اولسا جونیور، سفیر جمهوری چک و مایکل برونر، سفیر جمهوری اتریش، در مقایل موزه ملی زامبیا در لیوینگ استون، شهر مجاور آبشار ویکتوریا پرده‌برداری شد.[۵][۶]

## ارجاعات
1. ↑  Burkhardt, Lotte (2018). Verzeichnis eponymischer Pflanzennamen – Erweiterte Edition [Index of Eponymic Plant Names – Extended Edition] (pdf) (به آلمانی). Berlin: Botanic Garden and Botanical Museum, Freie Universität Berlin. doi:10.3372/epolist2018. ISBN 978-3-946292-26-5. Retrieved 1 January 2021.
2. ↑  "Velké dobrodruzství". November 21, 1952 – via IMDb.
3. ↑  "Historie | Veřejnost | Gymnázium Dr. Emila Holuba Holice". www.gyholi.cz.
4. ↑  "Vyhledávání | Velvyslanectví České republiky v Lusace". www.mzv.cz.
5. ↑  "Velvyslanectví České republiky v Lusace". www.mzv.cz.
6. ↑  "Dějiny a současnost, Emil Holub se vrátil k Viktoriiným vodopádům". Dějiny a současnost.

### به آلمانی
Gabriele Riz: Leben und Werk des Afrikaforschers Emil Holub. 1847–1902. Diplomarbeit. Universität Wien, Wien 1985.

### به انگلیسی
- To the Upper Zambezi. Some 19th Century Notes of Czech Traveller Emil Holub (eds. Rob S. Burrett and Jaroslav Olša, Jr. Praha: Nová vlna 2020)
- Dark Deeds. Some Hunting Memoirs of the Nineteenth Century Czech Traveller Emil Holub شابک ‎۰۸۶۹۲۲۸۰۸۰ (Ed. Rob S. Burrett. Gweru: Mambo Press 2006)
- The Culture and Society in South Africa of 1870s and 1880s – Views and Consideration of Dr. Emil Holub (Josef Kandert. Prague: Naprstek Museum 1998)
- Emil Holub's Travels north of the Zambezi (ed. Ladislav Holý. Manchester: Manchester University Press 1975)
- The Victoria Falls. A few Pages from the Diary of Emil Holub, M.D. , written during His third Trip into the Interior of Southern Africa (Grahamstown: no publisher, reprinted with a foreword by Jaroslav Olša, jr. Bulawayo: Books of Zimbabwe 2004)

### به زبان چکی
- Bauše, Bohumil (1907). Život a cesty dr. Emila Holuba [The Life and Travels of Dr. Emil Holub] (به چکی). Praha: J. Otto.
- Dlouhý, Jindřich Maria (1940). Dr. Emil Holub. Studie z dějin českých přírodních věd [A Study of the History of Czech Natural Sciences] (به چکی). Holice: městská rada.
- Valenta, Edvard (1943). Druhé housle [Second Fiddle] (به چکی). Praha: ELK.
- Běhounek, František (1946). Na sever od Zambezi [North from the Zambezi] (به چکی). Praha: Toužimský a Moravec. (Also in Romanian edition as (1963) La nord de Zambezi. București: Editura Tineretului.)
- Lev, Vojtěch (1947). Za velkým dobrodružstvím. Vypravování o českém cestovateli [After the Great Adventure. Narration about the Czech Explorer] (به چکی). Praha: Komenium.
- Baum, Jiří (1955). Holub a Mašukulumbové. Kapitoly o největším českém cestovateli [Holub and Mashukulumbs. Chapters About the Greatest Czech Explorer] (به چکی). Praha: ČSAV.
- Votrubec, Ctibor (1954). Jihoafrické cesty Emila Holuba [The South African Journeys of Emil Holub] (به چکی). Praha: Mladá fronta.
- Šámal, Martin (2013). Emil Holub: Cestovatel – etnograf – spisovatel [Emil Holub: Traveller – Ethnographer – Author] (به چکی). Praha: Nakladatelství Vyšehrad. ISBN 978-80-7429-243-9.